# Herpotrichia striatispora
Herpotrichia striatispora är en svampart som beskrevs av Papendorf & Arx 1967. Herpotrichia striatispora ingår i släktet Herpotrichia, ordningen Pleosporales, klassen Dothideomycetes, divisionen sporsäcksvampar och riket svampar.   Inga underarter finns listade i Catalogue of Life.